# Гипотеза Гильберта — Пойи
Гипо́теза Ги́льберта — По́йи — математическая гипотеза, дающая один из существующих подходов к решению гипотезы Римана при помощи спектральной теории. Сформулирована венгерским математиком Дьёрдем Пойей и, по рассказу Эрнста Хеллингера, немецким математиком Давидом Гильбертом.  
Гипотеза указывает на возможную связь между нетривиальными нулями дзета-функции Римана и явлениями квантовой механики и формулируется следующим образом: нетривиальные нули дзета-функции Римана (их мнимые части) соответствуют собственным значениям некоторого эрмитового оператора (неограниченного самосопряжённого оператора в гильбертовом пространстве).

## История
В письме к Эндрю Одлыжко от 3 января 1982 года (единственном письменном свидетельстве того, что гипотеза Гильберта — Пойи в принципе была высказана её авторами) Пойа сообщил, что, в период его пребывания в Гёттингене примерно с 1912 по 1914 год, Эдмунд Ландау задал ему вопрос: «Можете ли вы придумать какую-нибудь физическую причину, в силу которой гипотеза Римана была бы справедливой?».
Было предположено, что это возможно в случае, если мнимые части {\displaystyle t} нетривиальных нулей дзета-функции Римана:
{\displaystyle {\tfrac {1}{2}}+it}
соответствуют собственным значениям неограниченного самосопряжённого оператора. Самое раннее письменное опубликование гипотезы, как представляется, было осуществлено Монтгомери (1973).

### 1950-е годы и формула следа Сельберга
Сельберг в начале 1950-х годов доказал двойственность между длиной спектра римановой поверхности и собственными значениями её лапласиана. Эта так называемая формула следа Сельберга имела поразительное сходство с явными формулами, что придало достоверности гипотезе Гильберта — Пойи.

### 1970-е годы и случайные матрицы
Хью Монтгомери исследовал и обнаружил, что статистическое распределение нетривиальных нулей дзета-функции Римана на критической прямой имеет определённое свойство, ныне именуемое парной корреляционной гипотезой Монтгомери. Нули имеют тенденцию не собираться слишком близко друг к другу, а наоборот — отталкиваться. При посещении Института перспективных исследований в 1972 году Монтгомери показал этот результат Фримену Дайсону, одному из основоположников теории случайных матриц.
Дайсон обнаружил, что статистическое распределение, найденное Монтгомери, оказалось таким же, как парное корреляционное распределение для собственных значений случайной эрмитовой матрицы. Эти распределения имеют важное значение в физике — собственные состояния гамильтониана, например — энергетические уровни атомного ядра, — удовлетворяют такой статистике. Последующая работа убедительно подтвердила связь между распределением нулей дзета-функции Римана и собственными значениями случайной эрмитовой матрицы из гауссова унитарного ансамбля, и теперь считается, что они подчиняются одной и той же статистике. Таким образом, гипотеза Гильберта — Пойи теперь имеет более прочную основу, хотя она ещё не привела к доказательству гипотезы Римана.

### Дальнейшее развитие
В развитии, придавшем значительный импульс данному подходу к гипотезе Римана посредством функционального анализа, Ален Конн сформулировал формулу следа, фактически эквивалентную гипотезе Римана, что усилило аналогию с формулой следа Сельберга до степени, дающей точные утверждения. Конн даёт геометрическую интерпретацию явной формулы теории чисел как формулы следа на некоммутативной геометрии классов аделей.

## Возможная связь с квантовой механикой
На возможную связь оператора Гильберта — Пойи с квантовой механикой указал сам Пойа. Оператор гипотезы Гильберта — Пойи имеет вид {\displaystyle {\tfrac {1}{2}}+iH}, где {\displaystyle H} — гамильтониан частицы с массой {\displaystyle m}, движущейся под воздействием потенциала {\displaystyle V(x)}. Гипотеза Римана эквивалентна утверждению, что гамильтониан — эрмитов, либо эквивалентна тому, что {\displaystyle V} — действительно.
Используя теорию возмущений первого порядка, энергия n-го собственного состояния связана с математическим ожиданием потенциала:
{\displaystyle E_{n}=E_{n}^{0}+\left.\left\langle \varphi _{n}^{0}\right|V\left|\varphi _{n}^{0}\right.\right\rangle }
где {\displaystyle E_{n}^{0}} и {\displaystyle \varphi _{n}^{0}} — собственные значения и собственные состояния гамильтониана свободных частиц. Это уравнение можно считать интегральным уравнением Фредгольма первого рода с энергиями {\displaystyle E_{n}}.
Такие интегральные уравнения могут быть решены с помощью резольвенты ядра, где потенциал может быть записан как
{\displaystyle V(x)=A\int _{-\infty }^{\infty }\left(g(k)+{\overline {g(k)}}-E_{k}^{0}\right)\,R(x,k)\,dk}
где {\displaystyle R(x,k)} — резольвента ядра, {\displaystyle A} — действительная константа, и
{\displaystyle g(k)=i\sum _{n=0}^{\infty }\left({\frac {1}{2}}-\rho _{n}\right)\delta (k-n)}
где {\displaystyle \delta (k-n)} — дельта-функция Дирака, и {\displaystyle \rho _{n}} — нетривиальные нули дзета-функции {\displaystyle \zeta (\rho _{n})=0}.
Майкл Берри и Джонатан Китинг предположили, что гамильтониан {\displaystyle H} на самом деле является некоторым квантованием классического гамильтониана {\displaystyle xp}, где {\displaystyle p} — канонический импульс, связанный с {\displaystyle x}. Простейшим эрмитовым оператором, соответствующим {\displaystyle xp}, является
{\displaystyle H={\tfrac {1}{2}}(xp+px)=-i\left(x{\frac {\mathrm {d} }{\mathrm {d} x}}+{\frac {1}{2}}\right).}
Это уточнение гипотезы Гильберта — Пойи известно как гипотеза Берри (или гипотеза Берри — Китинга). Эти концепции далеки от конкретики, так как не ясно, на каком пространстве должен действовать этот оператор, чтобы получить правильную динамику, либо как его упорядочить, чтобы получить ожидаемые логарифмические поправки. Берри и Китинг предположили, что, поскольку этот оператор инвариантен относительно дилатации, возможно, граничное условие {\displaystyle f(nx)=f(x)} для целого числа {\displaystyle n} может помочь получить правильные асимптотические результаты, действительные для больших {\displaystyle n}
{\displaystyle {\frac {1}{2}}+i{\frac {2\pi n}{\log n}}.}
В марте 2017 года Карл М. Бендер, Дорже С. Броди и Маркус П. Мюллер опубликовали статью, основывающуюся на подходе Берри к проблеме, где был введён оператор
{\displaystyle {\hat {H}}={\frac {1}{1-e^{-i{\hat {p}}}}}\left({\hat {x}}{\hat {p}}+{\hat {p}}{\hat {x}}\right)\left(1-e^{-i{\hat {p}}}\right)}
который, по их утверждению, удовлетворяет некоторой модифицированной версии условий гипотезы Гильберта — Пойи. Жан Беллисард раскритиковал эту статью, и авторы дали свои пояснения. Кроме того, Фредерик Моксли подошёл к проблеме с использованием уравнения Шрёдингера.